# Bielsko-Biała Komorowice
Bielsko-Biała Komorowice – przystanek kolejowy w Bielsku-Białej, w województwie śląskim, w Polsce.

## Ruch pasażerski
| Rok  | Wymiana pasażerska na dobę |
| ---- | -------------------------- |
| 2017 | 100-149                    |
| 2022 | 150-199                    |

## Historia
Przystanek kolejowy został otwarty w październiku 1909 roku. Wybudowano budynek z poczekalnią, kasami oraz toaletami. Dodatkowo została wybudowana nastawnia kolejowa wykorzystywana do prowadzenia ruchu towarowego na eksploatowanej bocznicy do złomowiska. Dawniej eksploatowana była również bocznica do Gminnej Spółdzielni "Samopomoc Chłopska". Przystanek posiada pojedynczy peron z dwiema wiatami.  Budynek dworcowy po zamknięciu poczekalni został znacznie zdewastowany i ostatecznie wyburzono go 17 listopada 2010 roku.